# Cécile Mballa Eyenga
Cécile Mballa Eyenga est une diplomate camerounaise de carrière, née en novembre 1965. Elle occupe plusieurs postes importants dans le domaine des relations internationales, notamment au sein du ministère des relations extérieures dont elle est la première femme secrétaire générale du Cameroun.

## Biographie

### Débuts
En l'an deux mille, Cécile Mballa Eyenga obtinet un doctorat, et en juillet 2020, elle est nommée secrétaire générale du ministère des relations extérieures (Minrex), devenant ainsi la première femme à occuper ce poste. Elle travaille aussi pour les Nations Unies, avec a son actif diverses missions diplomatiques.

### Carrière
- Ministre Plénipotentiaire[2] : Elle détient le rang de ministre plénipotentiaire, ce qui reflète son expertise et son expérience dans le domaine diplomatique.
- Responsabilités Internationales[3] : Elle est impliquée dans diverses responsabilités internationales, notamment au niveau des Nations Unies[4], où elle représente le Cameroun dans plusieurs instances.

## Postes occupés
- Secrétaire Générale du Minrex : Elle occupe ce poste de 2020 à 2023[5], avant d'être remplacée par Chinmoun Oumarou.
- Directrice des Nations Unies et de la Coopération Décentralisée : Avant sa nomination comme secrétaire générale, elle a occupé ce poste au Minrex.